# (110743) Hirobumi
(110743) Hirobumi est un astéroïde de la ceinture principale.

## Description
(110743) Hirobumi est un astéroïde de la ceinture principale. Il fut découvert le 18 octobre 2001 à Kuma Kogen par Akimasa Nakamura. Il présente une orbite caractérisée par un demi-grand axe de 2,61 UA, une excentricité de 0,06 et une inclinaison de 3,8° par rapport à l'écliptique.

## Compléments